# Paradrymonia glandulosa
Paradrymonia glandulosa är en tvåhjärtbladig växtart som beskrevs av Feuillet. Paradrymonia glandulosa ingår i släktet Paradrymonia och familjen Gesneriaceae. Inga underarter finns listade i Catalogue of Life.